# Paulo Gazzaniga
Paulo Dino Gazzaniga (* 2. ledna 1992 Murphy) je argentinský profesionální fotbalový brankář, který chytá za španělský klub Girona FC. V roce 2018 odchytal také 1 utkání v dresu argentinské reprezentace.